# Zuivering (Nederland)
De zuivering in Nederland bestond uit juridische maatregelen die na de Tweede Wereldoorlog tegen collaborateurs werden getroffen. Na de Tweede Wereldoorlog werd in Nederland niet alleen strafrechtelijk opgetreden tegen collaborateurs, maar er werd ook "gezuiverd", waarbij bepaalde beroepen ontdaan werden van 'ongewenste elementen'. De zuivering was reeds in Londen voorbereid met onder meer het Zuiveringsbesluit van het burgerlijk bestuur van 13 januari 1944.

## Zuiveringswet
Binnen beroepsgroepen werden onderzoekscommissies ingesteld om vast te stellen of men "met de vijand geheuld" had. Sancties die ter beschikking van de zuiveringscommissies stonden waren beroeps-, publicatie- en tentoonstellingsverboden. Ook een aantal Nederlandse onderscheidingen werd door daartoe aangestelde commissies gezuiverd.
Tussen 1946 en 1950 werden 60.000 Nederlanders onderzocht en daarna werden niet minder dan 20.000 sancties aan evenzovele Nederlanders opgelegd. Er was een beroepsmogelijkheid bij de Commissies van Beroep gecreëerd.
In het zuiveringsbesluit stond: "In afwachting van een onderzoek omtrent de noodzakelijkheid van ontslag of een maatregel, ..., kan den betrokkene zonder opgave van redenen worden aangezegd, de uitoefening van zijn functie te staken." Als iemand, bijvoorbeeld een burgemeester, gestaakt was dan kreeg deze nog wel zijn salaris. Bij een schorsing werd geen salaris uitbetaald.

## Ereraden
Naast deze in de wet geregelde zuivering kwamen er ereraden zoals de Joodse Ereraad die geen formele bevoegdheden kenden maar alleen een oordeel uitspraken.

## Beroepsgroepen

### Rechters
Er is veel kritiek geweest op de in veler ogen slappe en legalistische houding van de raadsheren in de Hoge Raad der Nederlanden. Van hun zuivering en die van andere rechters is weinig tot niets terechtgekomen.

### Burgemeesters
Er werden 509 Nederlandse burgemeesters ontslagen waarvan de meeste NSB'er waren. Hun gedrag was volgens het Centraal Orgaan voor de Zuivering van Overheidspersoneel niet in overeenstemming met de door de regering in 1937 gegeven richtlijn. Vriendschappelijke contacten met Duitsers telden zwaar, maar vooral het meewerken aan verdedigingsmaatregelen dan wel het (gedwongen) rekruteren van arbeiders die de stellingen aanlegden werd de burgemeesters zwaar aangerekend. Op medewerking aan Arbeitseinsatz of aan de deportatie van Joodse Nederlanders werd niet gelet, voor zover de uitwerking buiten het militaire bereik lag.

### Ambtenaren
Het hoogste Nederlandse overheidsorgaan in het bezette gebied was het College van Secretarissen-Generaal onder voorzitterschap van mr. Karel Johannes Frederiks. Zijn beleid van "schipperen, meevaren, laveeren, bakzeil halen, en de boot afhouden" werd veroordeeld en hij werd in 1946 ongevraagd, maar eervol, ontslagen.

### Kunstenaars
De meest prominente door de Eereraad voor de Letterkunde en de Centrale Eereraad voor de Kunst gezuiverde kunstenaars waren de directeur van het Haags Conservatorium, Henk Badings, en Willem Mengelberg. Het verweer dat een kunstenaar soms geen andere keuze had dan zijn brood te verdienen door voor een zaal vol Duitsers en collaborateurs te spelen, werd door de commissie niet altijd gehonoreerd.
Als artiest optreden voor de Duitsers was niet automatisch reden tot sanctie, maar het kwam de kunstenaar soms op een tijdelijk verbod om op te treden te staan. Werken van sommige componisten (o.a. Henk Badings) mochten enige tijd niet worden uitgevoerd. Willem Mengelberg mocht een tijd lang niet dirigeren en verloor ook zijn Koninklijke onderscheiding en zijn Eremedaille voor Kunst en Wetenschap van de Huisorde van Oranje.

### De pers
Een commissie, waarop de journalisten van de illegale pers en naar Londen gevluchte journalisten een zware stempel drukten, beoordeelde de werkzaamheden van de "gelijkgeschakelde" pers. Van de 2000 gedagvaarde journalisten hebben niet minder dan 700 een geheel of gedeeltelijk beroepsverbod gekregen. Zij mochten een vastgelegde periode, uiteenlopend van één tot twintig jaar en in sommige gevallen zelfs levenslang, hun beroep als journalist niet meer uitoefenen. Het dagblad De Telegraaf mocht vier jaar lang niet verschijnen en zijn drukpersen werden gebruikt door de, nu legale, illegale bladen. De Haagse krant Het Vaderland werd door een bijzondere maatregel getroffen; zij mocht zich vier jaar lang niet meer zo noemen en verscheen tijdelijk als Nieuwe Courant.

### Uitgevers
Ook een aantal uitgevers en drukkers werd geschorst. Zij mochten niets meer drukken of publiceren.

### Ondernemers
Omdat het belang van de wederopbouw zwaar woog en machtige gevestigde belangen in het geding waren, is van het straffen van collaborerende ondernemers niet veel terechtgekomen. "Opportunisme in dienst van de wederopbouw", schrijft Joggli Meihuizen in zijn dissertatie Noodzakelijk kwaad. De Centrale Raad voor zuivering van het Bedrijfsleven (CZR) stond onder voorzitterschap van Jan Donner, zelf tot 1943 president van de Hoge Raad der Nederlanden.

## Ridderlijke orden
De Duitse Ridders-expectanten en een Commandeur van de Ridderlijke Duitse Orde in de Protestantse Balije van Utrecht en ook Ridders in de Johanniterorde werden uit de registers geschrapt. Dat overkwam ook een van de Nederlandse Ridders in de Duitse orde.

### Ridderorden en decoraties van de Nederlandse staat
Men wachtte het beoordelen in de zuivering door vakgenoten af om zich daarop te kunnen oriënteren. In het strafrecht was het aan de rechters om de ridderorden van de collaborateurs in hun vonnissen te ontnemen. Desondanks kwam het rechtsbeginsel van ne bis in idem in het geding. Ook in de Tweede Kamer heeft men zich afgevraagd of men niet tweemaal werd gestraft. Een meerderheid in de Kamer zag in de ontnemingen echter geen straf ook "al zou zij zo worden gevoeld". Het ging eerder om het uitsluiten van "onwaardigen" uit een gemeenschap van ridders. Daarbij stelden de commissies onder voorzitterschap van generaal-majoor bd KNIL Henri Behrens, ridder in de Militaire Willems-Orde, en Prof. Mr. van Hamel, ridder in de Orde van de Nederlandse Leeuw, vast dat voor de hogere rangen zwaardere eisen golden, want volgens de commissies kon men "onwaardig zijn voor een hoogeren rang maar niet onwaardig voor een lageren".
Bij de Militaire Willems-Orde, de Orde van Oranje-Nassau en ook het Erekruis Belangrijke Krijgsverrichtingen werden de registers gezuiverd door een commissie van ridders in deze orden.
Bij de civiele orden werden 129 ridders beoordeeld, 94 van hen verloren hun onderscheiding. De commissie van Ridders in de Militaire Willems-Orde beoordeelde vier van de ridders en zij werden allen geschrapt uit het register. Dit lot trof ook 19 dragers van het Erekruis Belangrijke Krijgsverrichtingen.
Ook oud-premier De Geer raakte zijn Grootkruis in de Orde van de Nederlandse Leeuw en de eretitel "Minister van Staat" als gevolg van de zuivering kwijt.
De De Ruytermedaille werd ook gezuiverd en aan één drager ontnomen. Een rechter in Almelo ontnam in een strafzaak een veteraan zijn Atjehkruis, Lombokkruis en Medaille voor Trouwe Dienst als Onderofficier maar dit willekeurige vonnis behoorde niet tot de in de wet geregelde zuiveringen en kwam ook de regering desgevraagd "minder juist" voor.
Koningin Wilhelmina zuiverde zelf "haar" huisorde. In strijd met de statuten bepaalde zij op 11 maart 1947 in een "Hofbesluit" dat "de Huisorde van Oranje wordt verloren door hen die door geest of houding de Vaderlandsche zaak gedurende de oorlogsjaren hebben geschaad". Een week later werd dirigent Willem Mengelberg door haar uit de Huisorde gezet.
Postume zuiveringen zijn, al werd daar op aangedrongen, niet uitgevoerd. Buitenlanders werden alleen uit de orden gezet wanneer zij tegen Nederland hadden gevochten.
De definitieve lijsten van ontnemingen stonden in 1950 en 1951 in de Staatscourant. Een voorstel van de Ministerraad aan koningin Juliana om in 1951 ook de zogenoemde "regeringsmedaille", de Medaille van het Roode Kruis, nog te zuiveren werd door haar "ter heroverweging" aan de Ministerraad teruggezonden.